# 辛島菜摘
辛島 菜摘（からしま なつみ、1991年8月19日 - ）は、日本のタレント、女優。ディアマントプロモーション所属。大分県出身。

## 略歴
2010年、全国美少女ミュージアム大会に福岡代表として出場。それがきっかけとなり、フリーのモデルとして仕事を始める。九州のエヌオー出版の雑誌『no!』で専属モデルとして活動。
2014年から福岡のRKBラジオハイタッチのラジオパーソナリティとして活動する。
2016年6月に上京後フリーで活動し、2017年5月からディアマントプロモーションに所属。

### 資格
- 旅行地理検定2級
- 普通運転免許

## 出演

### 映画
- 告白 - 井上友恵 役
- 再恋〈サイレン〉（2017年11月17日） - ルミ 役
- ホペイロの憂鬱（2018年1月13日） - コンビニ店員 役
- 雪子さんの足音（2018年11月10日） - 郵便局員 役
- 霊剣戦士ハヤタロー 伊那谷幽玄の戦い（2020年2月14日） - 松村敏香 役

### テレビドラマ
- My Dream My Life（MNTV） - 渡部恵子 役
- 幸色のワンルーム（朝日放送） - アナウンサー 役
- 妖ばなし 第22話「袖引小僧」（TOKYO MX） - そば屋の娘 役
- 妖ばなし 第25話「歌い骸骨」（TOKYO MX） - カラパン 役
- 恋なんて、本気でやってどうするの? 第1話 （2022年4月18日、関西テレビ・フジテレビ） - ビンテージショップの店員 役

### テレビ番組
- 林修の今でしょ!講座 - 再現VTR（テレビ朝日）
- 液体グルメバラエティー たれ（2017年9月12日、テレビ東京）
- 5時に夢中!（TOKYO MX）
- シューイチ（日本テレビ）

### 舞台
- ボンゴレビアンコ - 佐藤唯 役
- さくら盗り - 久藤柳衣 役
- 劇団 亜劇「嘘王」- 切島まこと 役[1]

### CM
- 森田建設
- JRA （日本中央競馬会）
- 衛星放送 いい番組見よう！キャンペーン（日本ケーブルテレビ連盟）
- エルサカエ ブライダルジュエリー（エルサカエ）
- アスコム（アスコム）
- サボリーノ（スタイリングライフ・ホールディングス）

### WebCM
- ゼクシィ縁結び（リクルート）
- TOWN GROUP
- マウントレーニア（森永乳業）
- 麦とホップ（サッポロビール）
- チキンナゲット（マクドナルド）
- プリマヴィスタ（花王）
- ガーナチョコレート（ロッテ）
- NTT都市開発（NTT）
- V3mobileソフト（アンラボ）
- 住友生命保険

### PV
- プラグラムハッチ おいでプラシーボ[2]
- プラグラムハッチ TOKYOトレンディナイト
- 東京ドームシティ
- 京都 PRムービー

### 本
- 大人のための美人ヘアカタログ 2017（宝島社）
- 大人のための美人ヘアカタログ 2018（宝島社）
- 相撲トレ - DVD付（SBクリエイティブ）
- 歩けなくなるのがイヤならかかとを整えなさい（アスコム）

### MC
- 不二サッシ - 工場案内
- メットライフ - 社内用PV

### その他
- ザ・プレミアム・モルツ 神泡サーバーPR（サントリー）
- 女優と観る真夜中の映画祭（AbemaTV）
- 週刊少年ジャンプ展 遊☆戯☆王 - スペシャルムービー出演